# Cukorbogárfélék
A cukorbogárfélék (Passalidae) a rovarok (Insecta) osztályában a bogarak (Coleoptera) rendjébe, azon belül a mindenevő bogarak (Polyphaga) alrendjébe tartozó család. Közel 500, általában nagytestű fajuk zöme a trópusokon honos, de mintegy 90 fajuk a nearktikus faunatartományban (Kanadától Mexikóig) él. Társas viselkedésük egyedülálló a bogarak körében.

## Felépítésük
Megnyúlt testük jellemzően 20–43 mm hosszú, általában egyöntetű vörös, barna vagy fekete színű. Fejük keskenyebb az előtornál, sok fajnál szarvacskát figyelhetünk meg rajta. 10 ízű csápjuk van, amely egy 3 ízből álló legyezőben végződik. Szárnyfedőjük szélei párhuzamosak, felületük gyakran bordázott.

## Rendszertani felosztásuk
A családot az alábbi alcsaládokra és nemzetségekre tagolják:
Aulacocyclinae (Kaup, 1868)
Aulacocyclini (Kaup, 1868): 3 nem
Ceracupini (Boucher, 2005): 2 nem
Passalinae (Leach, 1815)
Leptaulacini:: (Kaup, 1871): 2 nem
Macrolinini (Kaup, 1871): 24 nem
Passalini (Leach, 1815): 5 nem
Proculini (Kaup, 1868): 20 nem
Solenocyclini (Kaup, 1871): 9 nem

## Képek

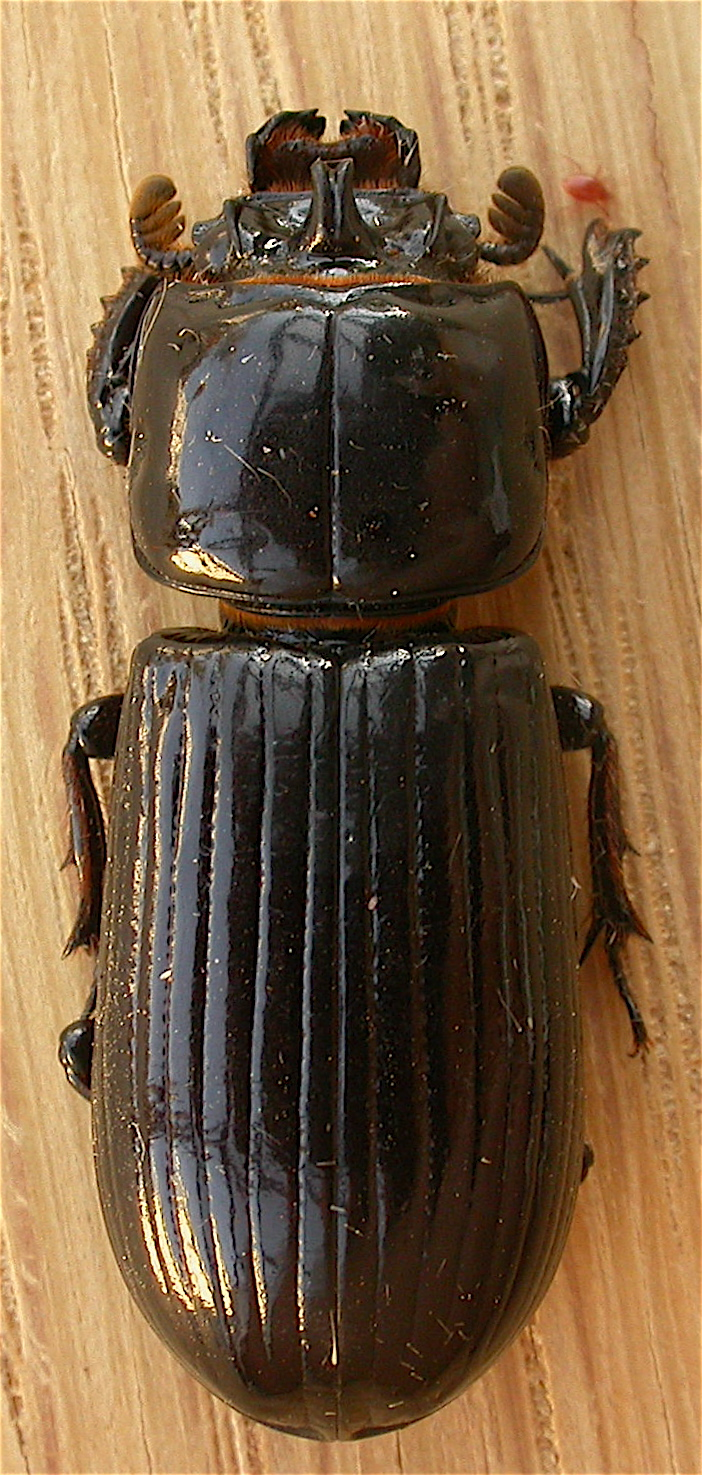
Aulacocyclus edentulus (Aulacocyclinae/Aulacocyclini)
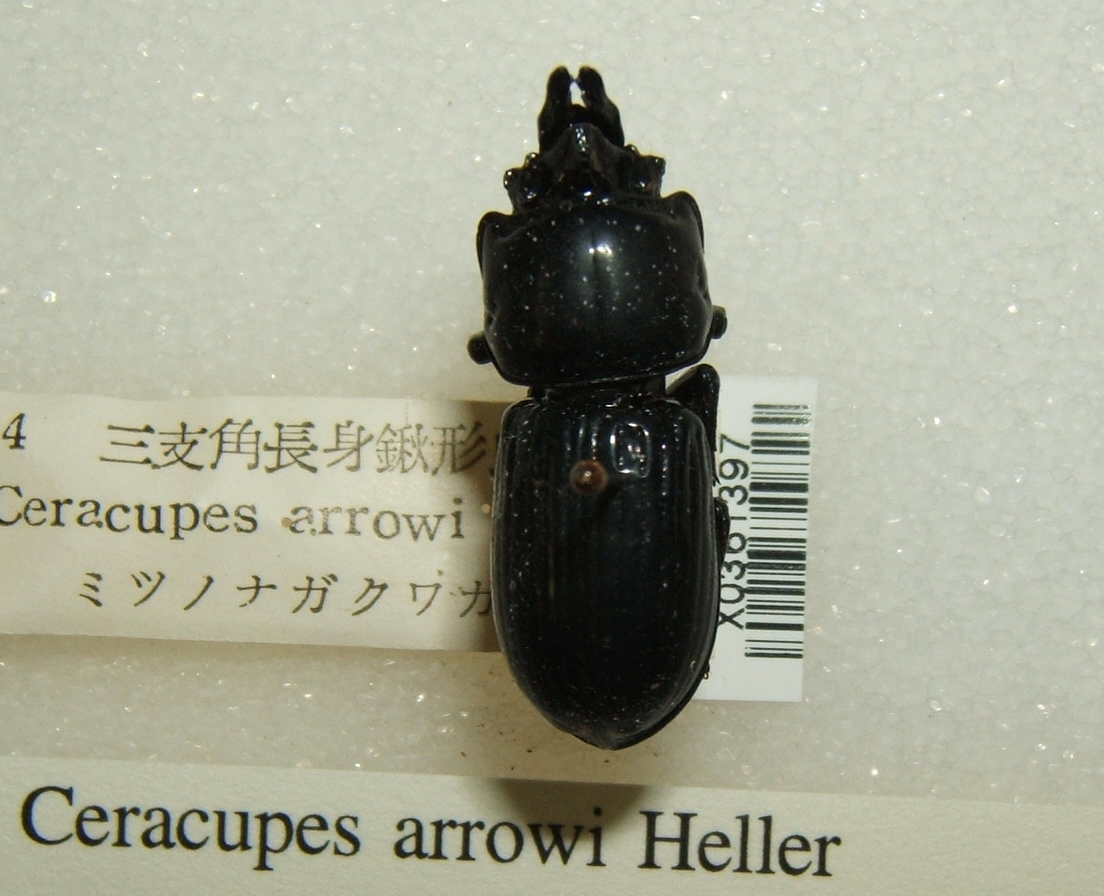
Ceracupes arrowi sjh.jpg (Aulacocyclinae/Ceracupini)
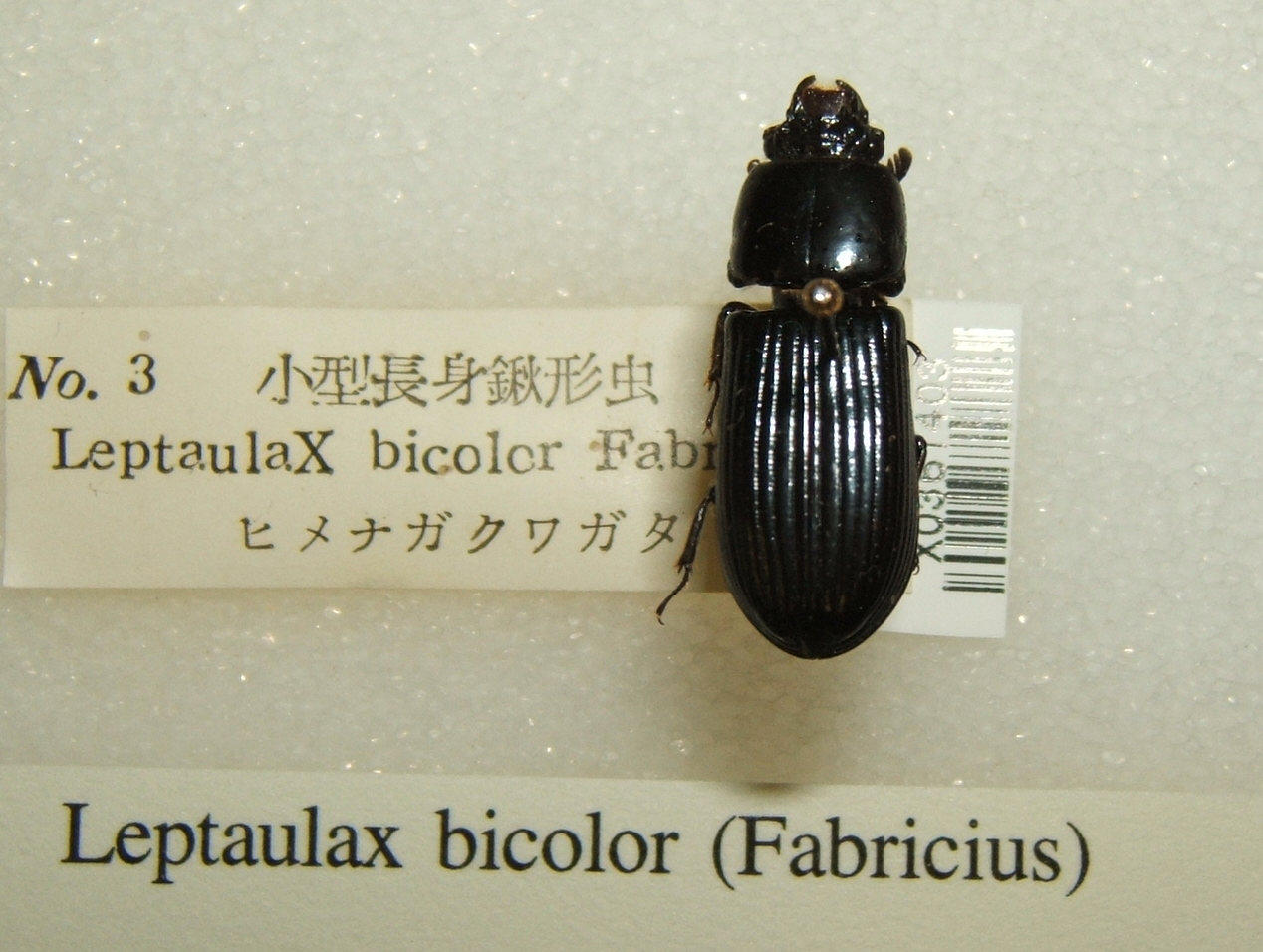
Leptaulax bicolor (Passalinae/Leptaulacini)
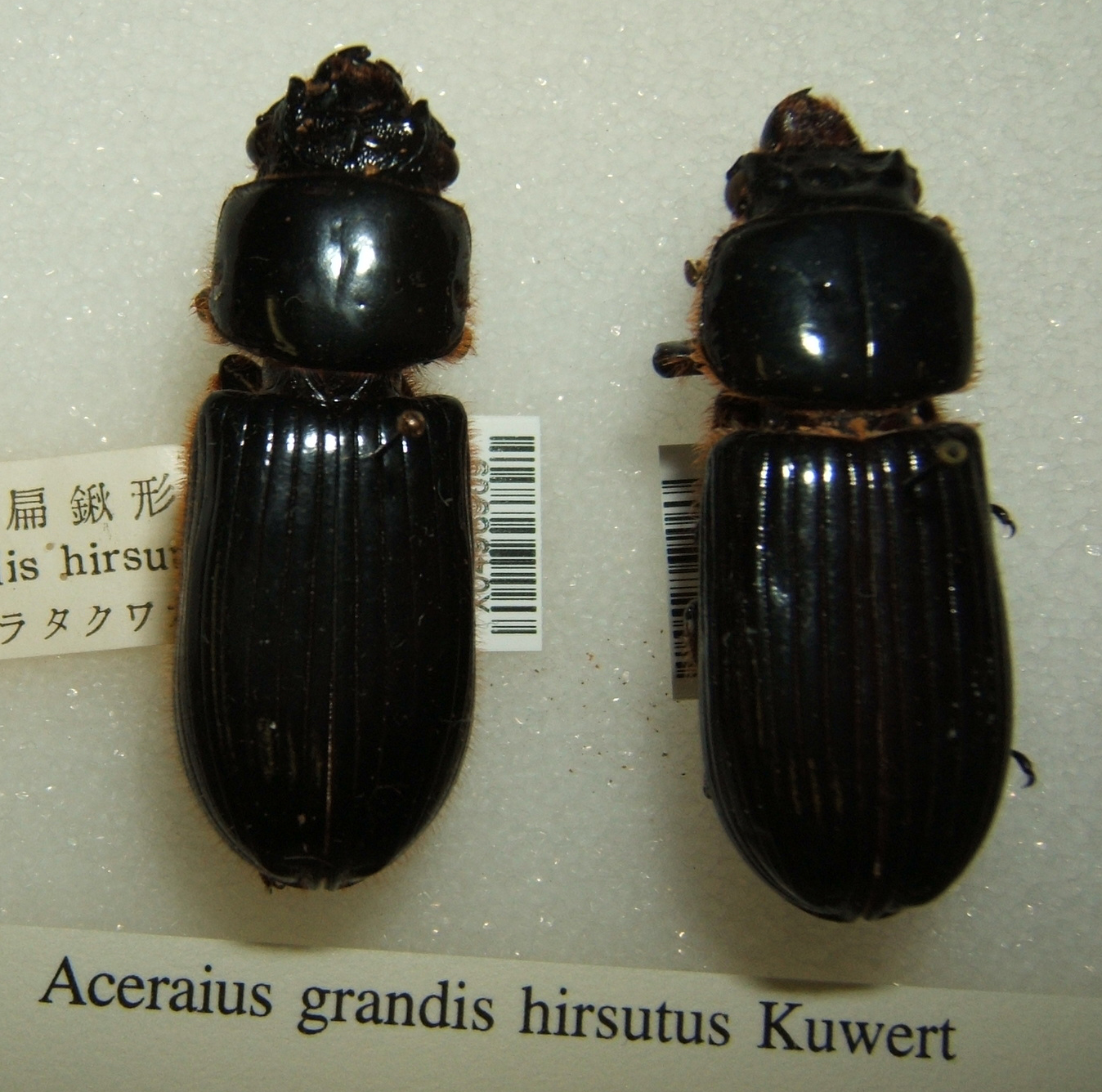
Aceraius grandis hirsutus (Passalinae/Macrolinini)
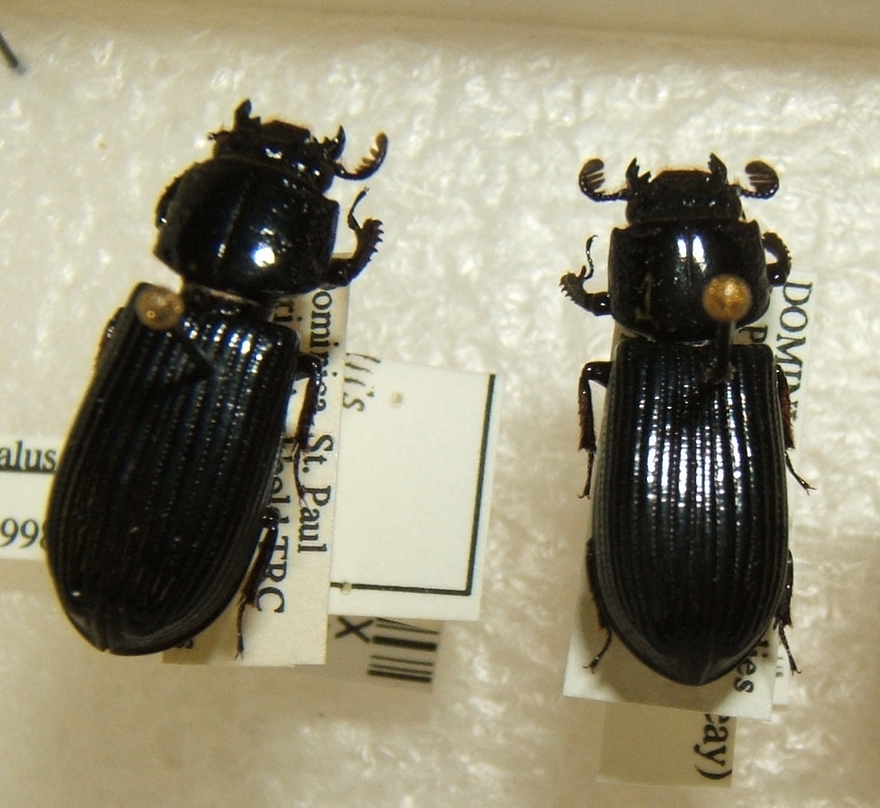
Spasalus crenatus (Passalinae/Passalini)
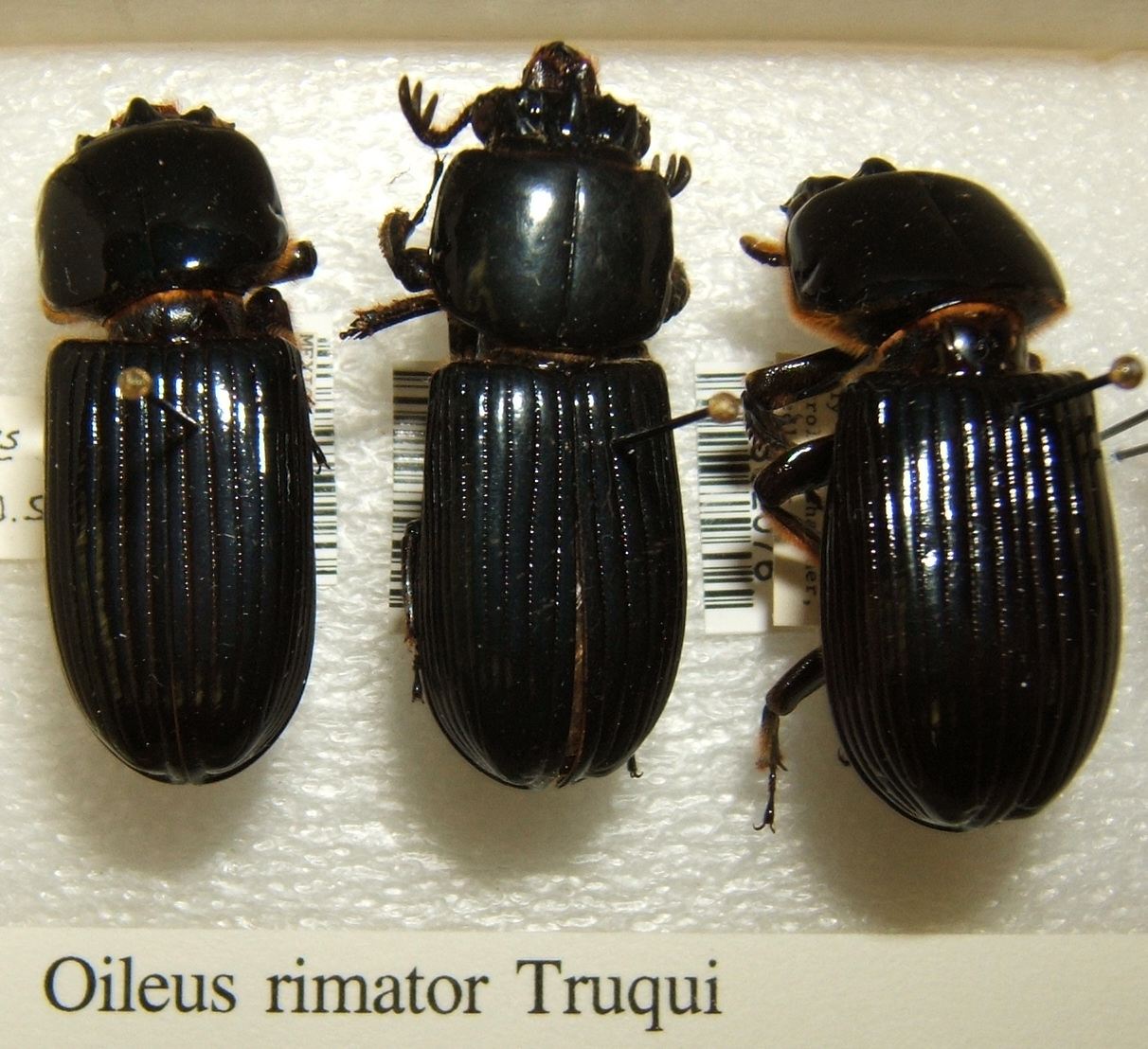
Oileus rimator (Passalinae/Proculini)

## Fordítás
- Ez a szócikk részben vagy egészben  a   Passalidae című norvég Wikipédia-szócikk fordításán alapul.  Az eredeti cikk szerkesztőit annak laptörténete sorolja fel. Ez a jelzés csupán a megfogalmazás eredetét és a szerzői jogokat jelzi, nem szolgál a cikkben szereplő információk forrásmegjelöléseként.